# Riensberger Friedhof

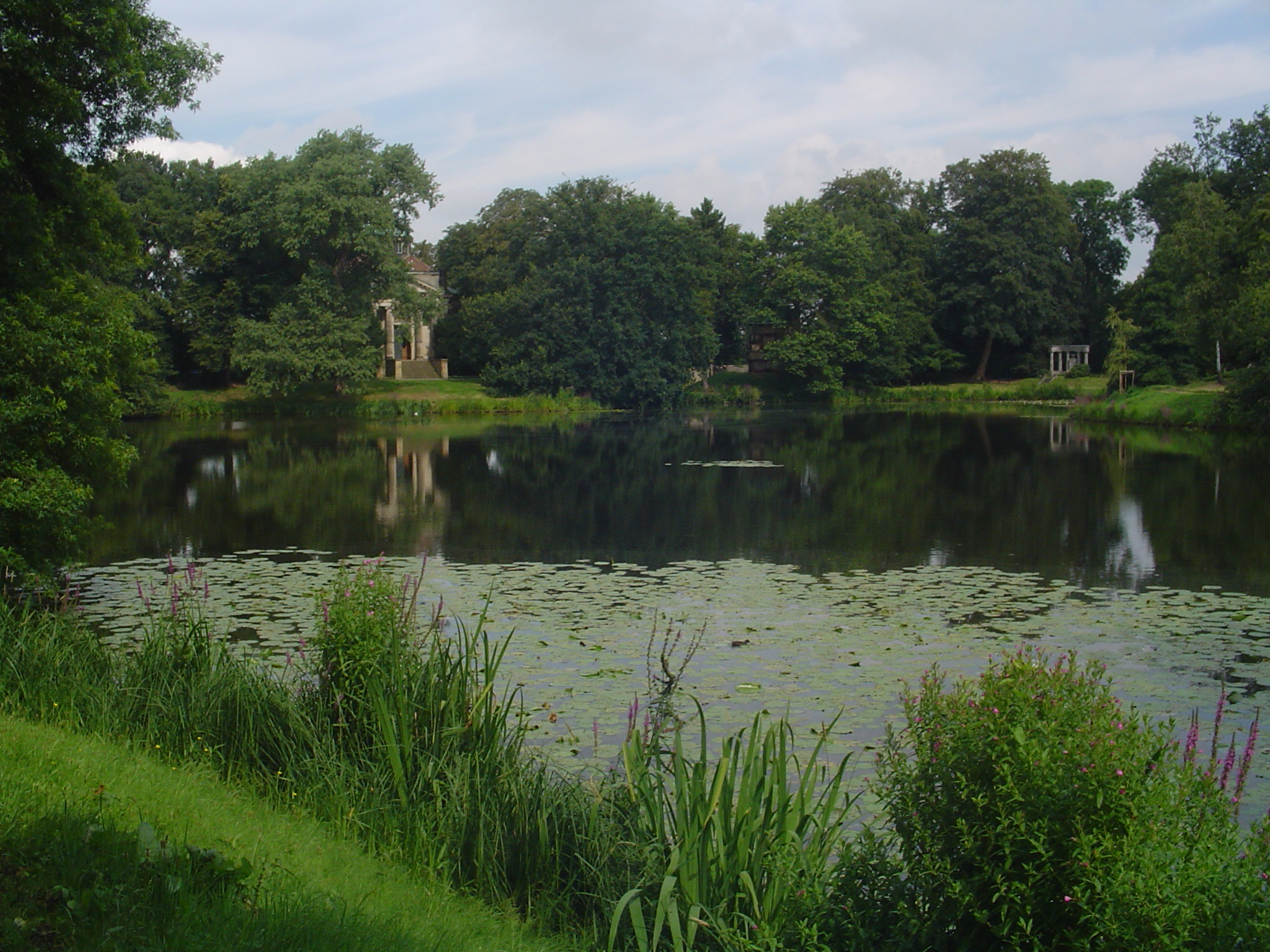
Der See mit dem ehemaligen Krematorium (links)

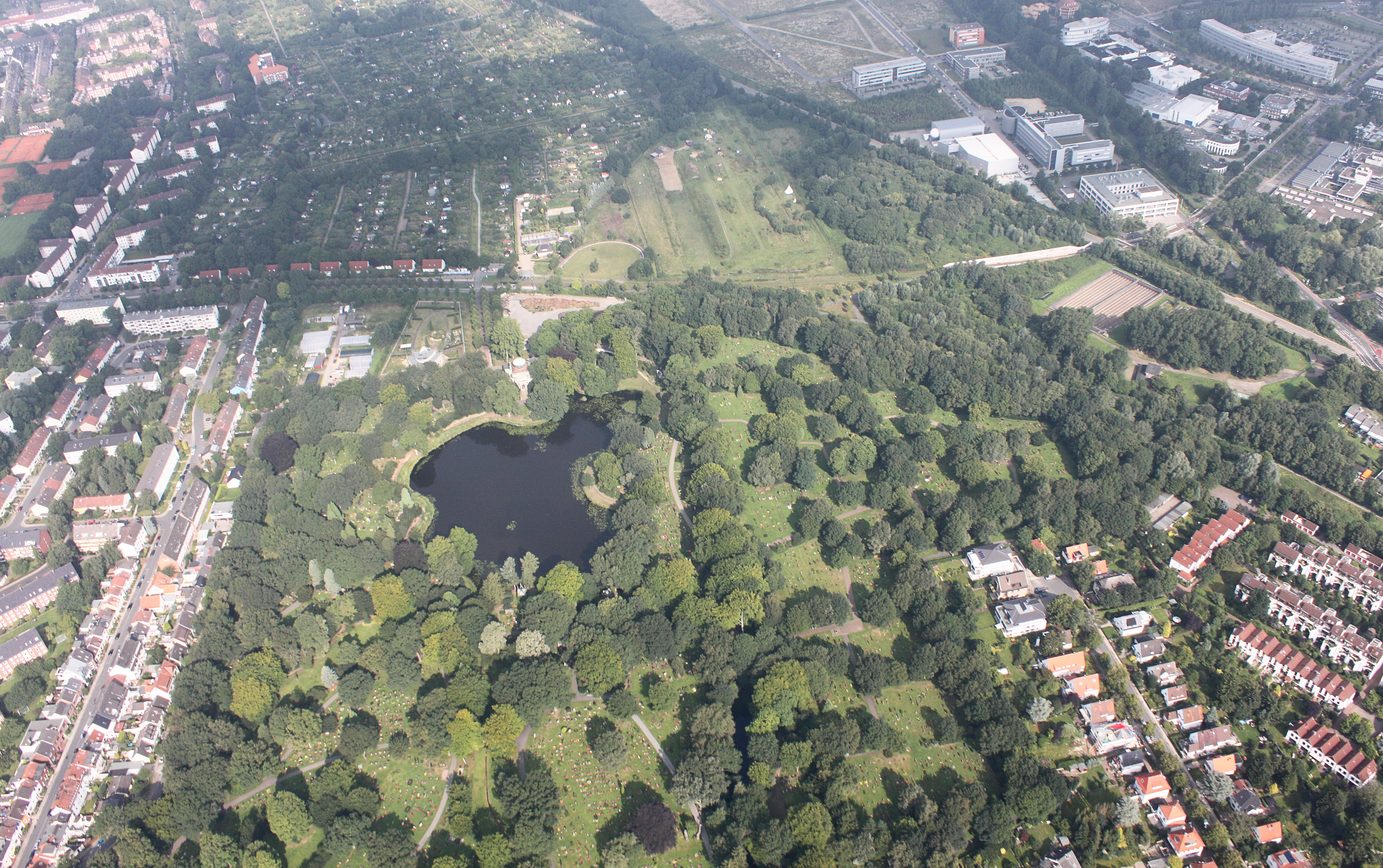
Luftaufnahme vom Riensberger Friedhof mit dem Riensberger See

Der Riensberger Friedhof im Bremer Stadtteil Schwachhausen ist eine als Parkfriedhof gestaltete Ruhestätte mit einem See, mehreren Brücken, vielen künstlerisch gestalteten Grabmalen, drei größeren Mausoleen, einer im Stil der Backsteingotik gebauten Kapelle und einem alten Krematorium. Die Gesamtanlage Riensberger Friedhof steht seit 2011 unter Denkmalschutz, das Krematorium bereits seit 2000.
Neben seinem Haupteingang an der Friedhofstraße gibt es drei weitere Zugänge an der Riensberger Straße, Hinter dem Riensberg und an der Ecke Hornstückenweg/Beckfeldstraße.

## Geschichte
Nach dem Deutsch-Französischen Krieg (1870–1871) plante der Bremer Senat einen Ersatz für die beiden Friedhöfe am Doventor und am Herdentor, die aufgegeben werden sollten. Der Flächenbedarf für den Eisenbahnbau war der Hauptgrund. Das freigegebene Gelände lag damals noch eine gute Stunde Wegzeit vor den Toren Bremens. Parallel fand man ein weiteres Gebiet im Ortsteil Walle, das als westliche Ergänzung zum Riensberger Friedhof angelegt werden sollte.
Einen Wettbewerb zur Gestaltung der beiden Ruhestätten als Parkanlagen, also dem Riensberger und dem Waller Friedhof, gewann der Landschaftsgärtner Carl Jancke (1812–1898) aus Aachen mit dem Entwurf einer gartenkünstlerischen Stilrichtung des 19. Jahrhunderts.
Die Bauphase der Friedhöfe dauerte von November 1872 bis April 1875. Am 1. Mai 1875 wurden beide Friedhöfe eröffnet.
Zu Beginn der 1880er Jahre wurde die gartenkünstlerische Gestaltung Wilhelm Benque übertragen, der auch für die Gestaltung des Bürgerparks verantwortlich zeichnete.
Durch den Zweiten Weltkrieg waren weite Teile des Riensberger Friedhofs in Mitleidenschaft gezogen und mussten aufwendig renoviert werden. Dabei wurde das Gelände durch das Gartenbauamt auf die heutige Größe von 28,1 Hektar erweitert.
Die im Stil der Backsteingotik gebaute Kapelle wurde zuletzt 1998 restauriert.
Zwischen dem Friedhof und der Trasse der Straßenbahnlinie 6 entsteht seit 2006 der neue jüdische Friedhof.

## Parkgestaltung
Der Friedhof Riensberg wurde als eine der ersten Friedhofsanlagen Deutschlands im „gemischten Stil“ erbaut. Kennzeichnend dafür sind in die landschaftliche Parkanlage integrierte formale, architektonisch durchdachte und abgeschirmte Bereiche für die Gräber.
Hufeisenförmige Wege im Eingangsbereich, in deren Mitte die Kapelle steht, setzen sich im gesamten Ostteil des Friedhofes fort. Die Kapelle ist von immergrünen Pflanzen, Nadelbäumen, Rhododendren und Azaleen umgeben.
Im gesamten Gelände findet man großflächige Beete, weite Rasenflächen, hainartige Eichengruppen und lange Lindenalleen.
Auf der Westseite des Friedhofes wurde mit Hilfe einer Dampfschnecke ein großer, buchtenreicher See ausgehoben, der mit einem breiten, beinahe den gesamten Friedhof umlaufenden Wasserzug in Verbindung steht. Von diesem führten viele geschwungene, kleinere Wasserzüge zu den Grabfeldern. Aufgrund des nicht mehr funktionierenden Drainagesystems sind seit Jahrzehnten einige der Wasserzüge verlandet.

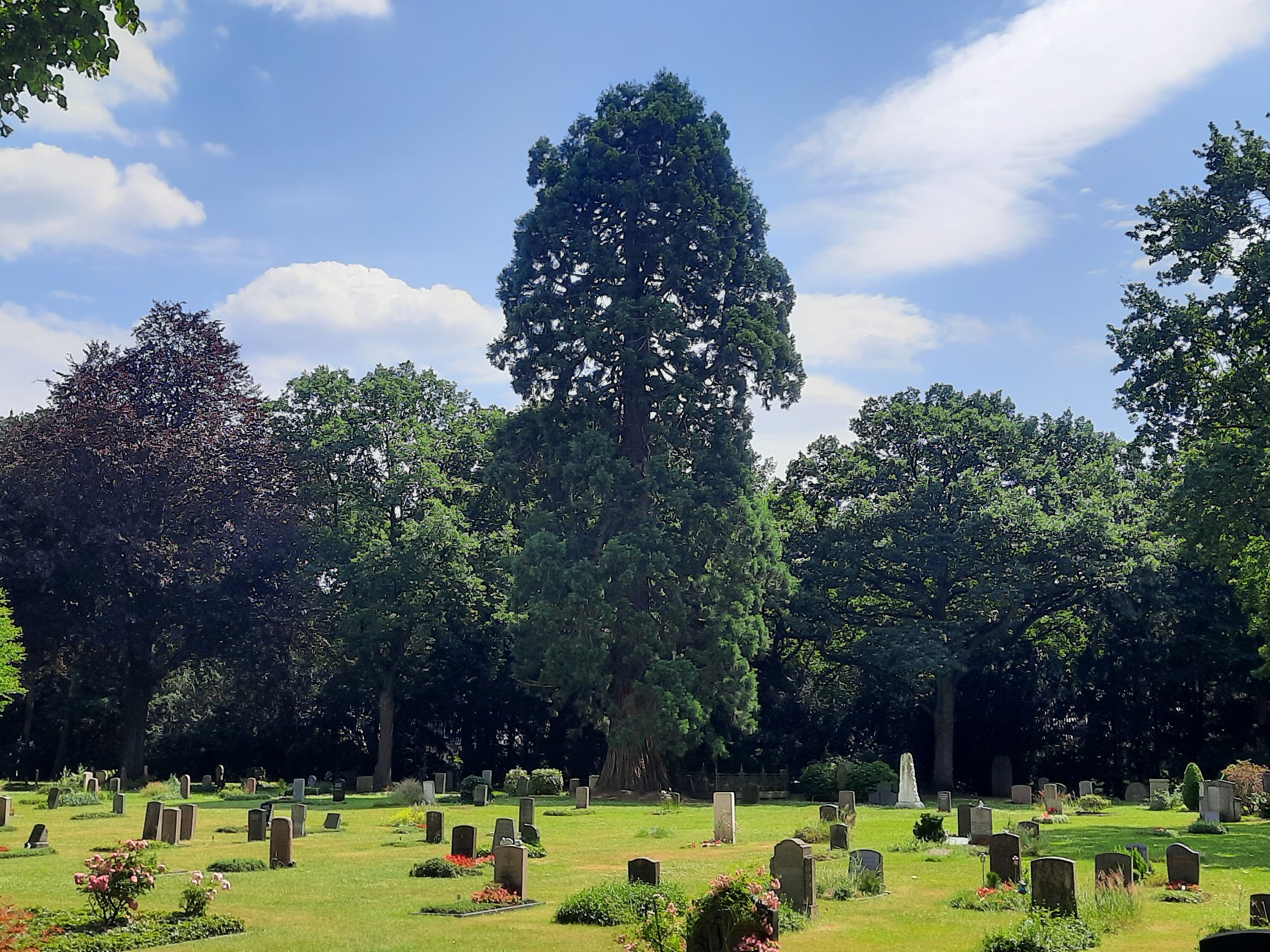
Mammutbaum auf dem Riensberger Friedhof

Im Süden befindet sich ein im 19. Jahrhundert gepflanzter, heute ca. 34 m hoher Riesenmammutbaum (→Lage), der mit 7,65 m Stammumfang der dickste Baum Bremens und einer der dicksten Mammutbäume Deutschlands ist. Der Baum erhielt am 10. Februar 2022 von der Deutschen Dendrologischen Gesellschaft die Auszeichnung zum Nationalerbe-Baum.

## Verwaltung
Die Verwaltung und Pflege des Riensberger Friedhofs obliegt seit 2010 dem Umweltbetrieb Bremen, Abteilung Friedhöfe (zuvor Stadtgrün Bremen).
Seit im Jahr 2000 das ehemalige Verwaltungsgebäude (→Lage) ausgebaut wurde, befindet sich hier die zentrale Verwaltung aller stadtbremischen Friedhöfe.

## Kapelle

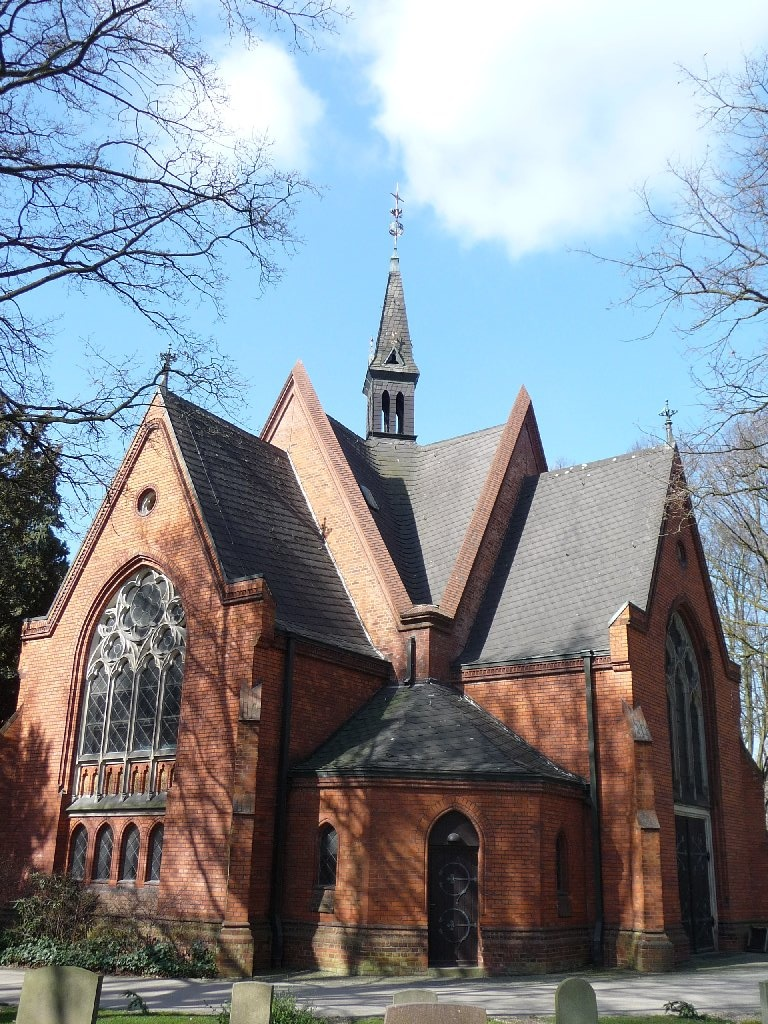
Die Kapelle auf dem Riensberger Friedhof

Die Friedhofskapelle, das Friedhofsaufseherhaus und die Leichenhalle entstanden 1875 nach einem Entwurf von Bauinspektor Johannes Rippe. Sie stehen seit 1984 unter Bremer Denkmalschutz.

## Ehemaliges Krematorium

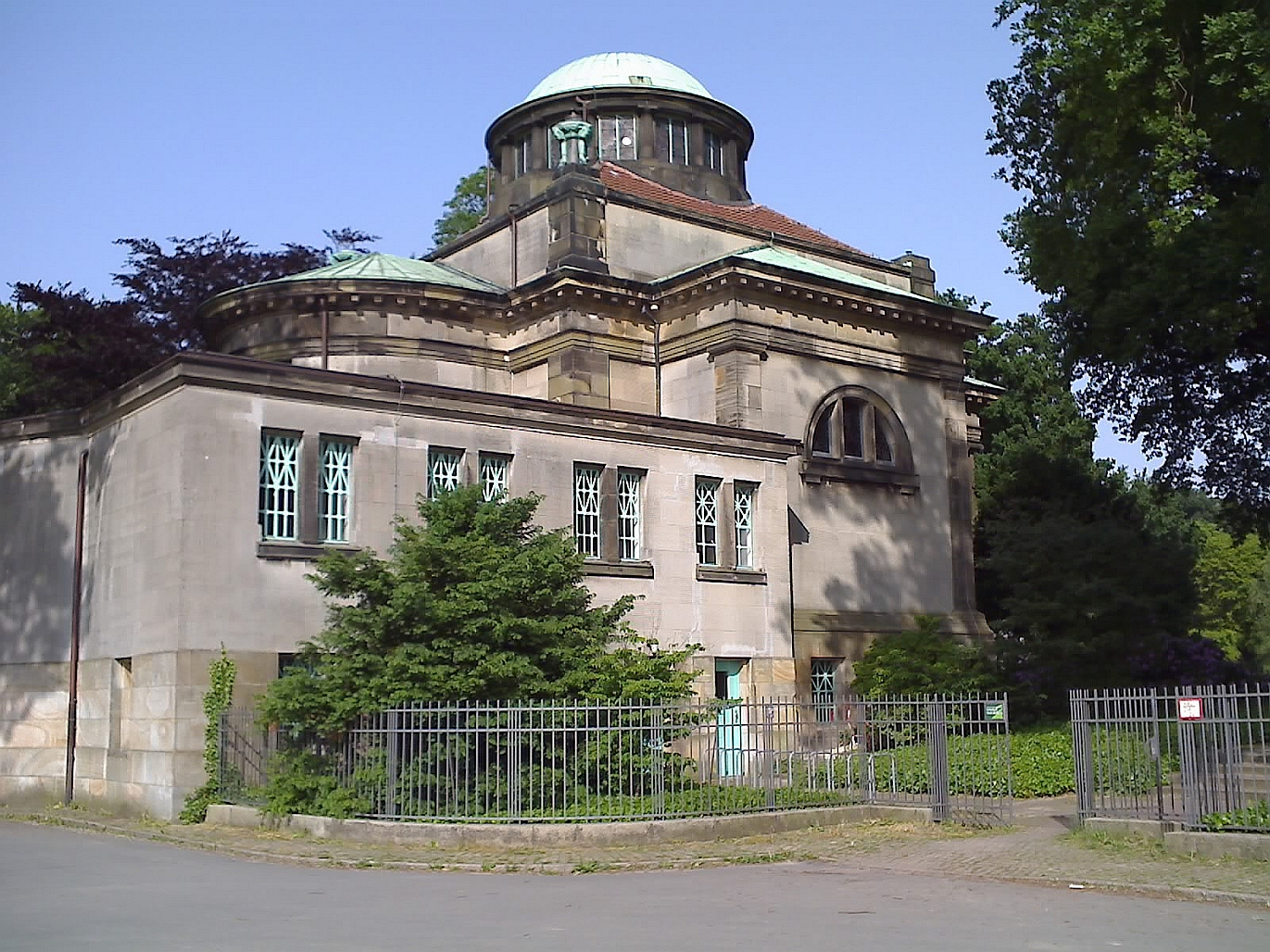
Ehemaliges Krematorium

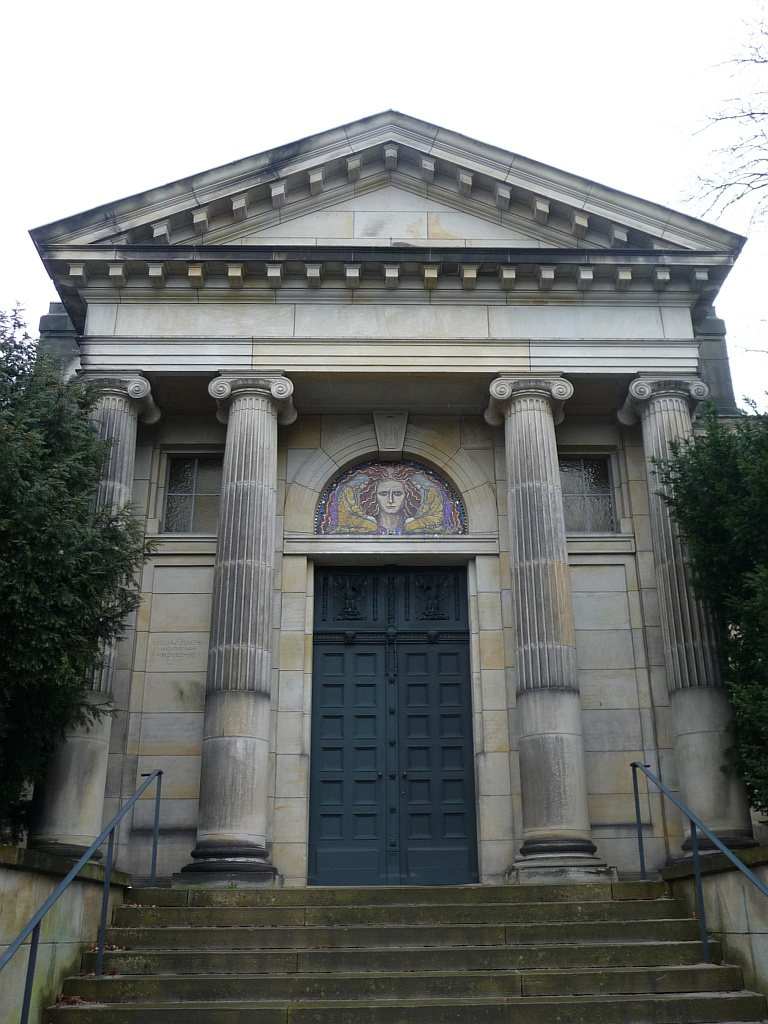
Eingang des ehemaligen Krematoriums

Auf dem Friedhof steht das erste Krematorium Norddeutschlands. Es wurde von dem Architekten Heinrich Wilhelm Behrens entworfen und 1907 am westlichen Ufer des Sees fertiggestellt.
Es wurde im neoklassizistischen Stil erbaut und enthält eine kuppelartige Feierhalle im Jugendstil.
Im Jahre 1988 wurde es außer Betrieb genommen, da es technisch veraltet war. Wegen seiner künstlerischen Bedeutung steht es seit 2000 unter Denkmalschutz (siehe Liste der Kulturdenkmäler in Schwachhausen).
Das ehemalige Krematorium ist seit dem Frühjahr 2002 das Kolumbarium Riensberger Friedhof für die Beisetzungsstelle von Urnen.

## Grabstätten
Das Gelände wurde beim Bau des Friedhofes aufgehöht und erlaubte erstmals eine doppelschichtige Belegung des Friedhofes.
Nach einem Entwurf des Gartenbaudirektors Erich Ahlers wurde 1974 ein anonymes Gräberfeld für Urnen angelegt. Aus Mangel an Platz finden hier jedoch keine Beisetzungen mehr statt.
Auf dem Friedhof werden mittlerweile fast nur noch Urnen beigesetzt, da in weiten Teilen der Anlage ungünstige Bodenverhältnisse für Erdbestattungen herrschen.

## Grab- und Denkmale
Der Besucher findet viele künstlerische Grabmale, Mausoleen und Grüfte aus Alabaster, Marmor oder anderen edlen Materialien auf diesem Friedhof. Das Amt für Denkmalpflege hat über 70 dieser Grabmale als schützenswürdig eingestuft. Kunsthistorische Führungen, vom Focke-Museum durchgeführt, können in Anspruch genommen werden.
Bei einem Spaziergang über den Friedhof wird gleichzeitig ein Stück Kulturgeschichte vermittelt, da sich hier die Grabstätten vieler bekannter und berühmter Bremer befinden.

### Sehenswürdige Grabstätten
Eine Auswahl besonders sehenswürdiger Grabstätten:
- Mausoleum Schmiedell: Johann Heinrich Schmiedell hatte es für seinen Sohn Hans-Theodor bauen lassen, der im Alter von 23 Jahren in Rom an den Folgen eines elektrischen Stromschlages verstarb.[5] Die dem Weg zugewandte Seite des Mausoleums trägt daher die Worte „Unserem geliebten Sohn“. Die Fassade des im Jugendstil gebauten Mausoleums besteht komplett aus polierten schwarzen Steinen, verziert mit Applikationen aus Bronze. Der durch das kuppelförmige Dachfenster erhellte Innenraum ist hauptsächlich in weißem Marmor gehalten. Zentrales Objekt ist eine ebenfalls weiße Statue (Marmor oder Alabaster) eines sich in den Armen liegenden Paares. Die eigentliche Gruft befindet sich im Untergeschoss, welches durch eine weitere Tür erreichbar ist. Die Treppe zum Untergeschoss besteht aus grauem Granit (Planquadrat Z, →Lage).
- Mausoleum Bautz/Duckwitz: Direkt neben dem Mausoleum Schmiedell steht das Urnen-Mausoleum der Familien Bautz und Duckwitz. Es ist im selben Stil wie sein größerer Nachbar gebaut. Der graue Granit und die aufwendig gestaltete, bronzene Tür bilden einen schönen Kontrast zum schwarzen Mausoleum Schmiedell. Die bronzene Tür gehört zu den filigransten Arbeiten des gesamten Friedhofs. (Planquadrat Z, →Lage)
- Mausoleum Erdmann-Jesnitzer: Ebenfalls in der Nähe des Mausoleums Schmiedell befindet sich das Mausoleum Erdmann-Jesnitzer. Es wurde im Jugendstil erbaut, besteht aus Muschelkalk und hat eine mit einem Kreuz und Rosenblüten verzierte Tür aus Bronze. (Planquadrat Z, →Lage)
- Mausoleum Lüder Rutenberg: Es steht östlich neben dem Krematorium und ist im Stil des Klassizismus gebaut. Das grüne Kupferdach und die hohe Statue auf dem Dach machen es weithin sichtbar. Erwähnenswert ist auch die aufwändig gearbeitete bronzefarbene Tür, welche durch ein figurenreiches Portal umrahmt ist. Lüder Rutenberg baute das Mausoleum zu Ehren seines auf Madagaskar ermordeten Sohnes Dietrich Christian Rutenberg. Auf dem höchsten Punkt des Daches thront eine lebensgroße Darstellung von ihm, erstellt von dem Bremer Bildhauer Diedrich Samuel Kropp.[6] Die Gruft befindet sich unterhalb des Bauwerks und ist durch eine Steinplatte versiegelt (Grabnummer AA 17/25, →Lage).
- Mausoleum Johann Höpken: Ein großes, offenes, alleine stehendes, im Stil des Klassizismus gebautes Monument mit der zentralen Figur Die Hoffnung des Bildhauers Carl Steinhäuser.[5] Wie schon zuvor befindet sich die Gruft unterhalb des Bauwerks und ist auch hier durch eine Steinplatte versiegelt (Grabnummer R 276, →Lage).
- Neben den zwei erwähnten geschlossenen Mausoleen Schmiedell und Rutenberg findet man noch ein drittes, größeres Mausoleum dieser Art. Es ist die ehemalige Grabstätte der Familie Wilkens, die 1972 an das damalige Gartenbauamt zurückgegeben wurde. 1974 wurden im Mausoleum Pumpenanlagen zur Gießwasserversorgung des Friedhofs installiert. Diese Funktion hat das Gebäude auch heute noch (Lage: Planquadrat Z, →Lage).[7][8]

Mausoleen
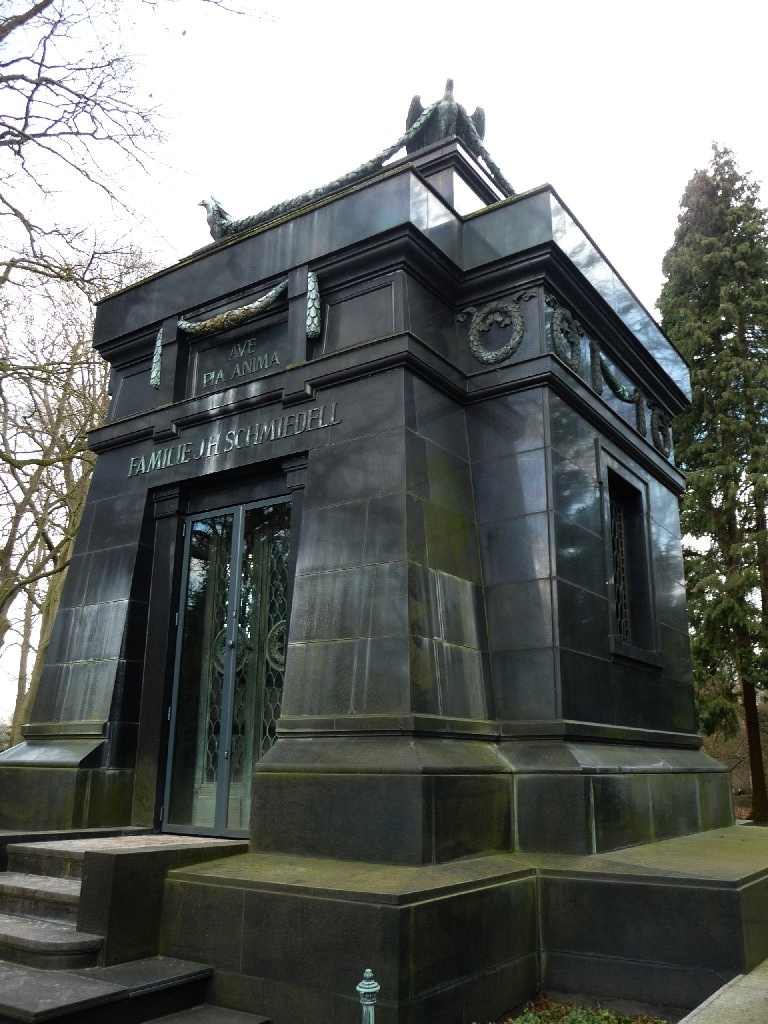
Mausoleum Schmiedell
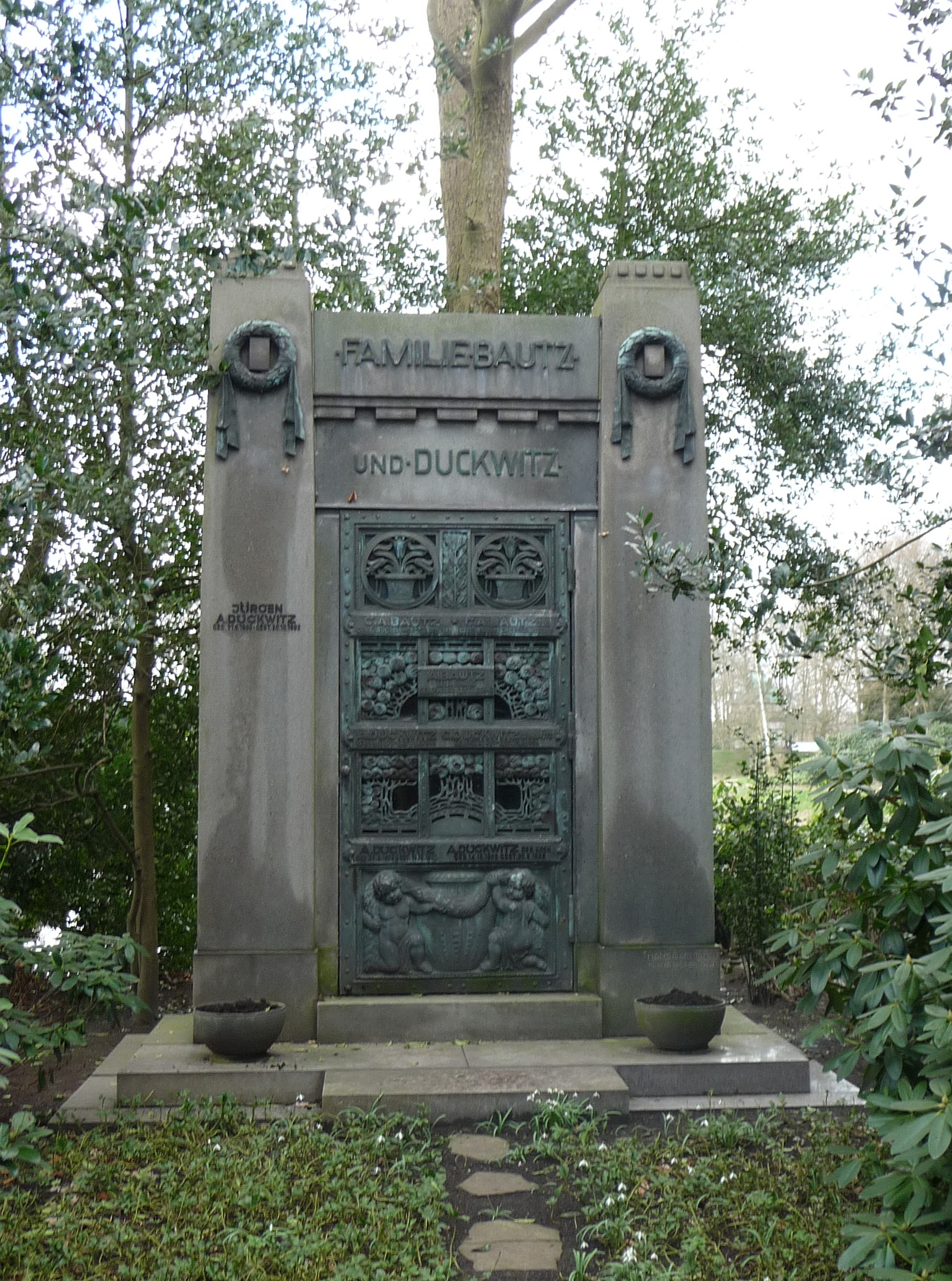
Mausoleum Bautz/Duckwitz
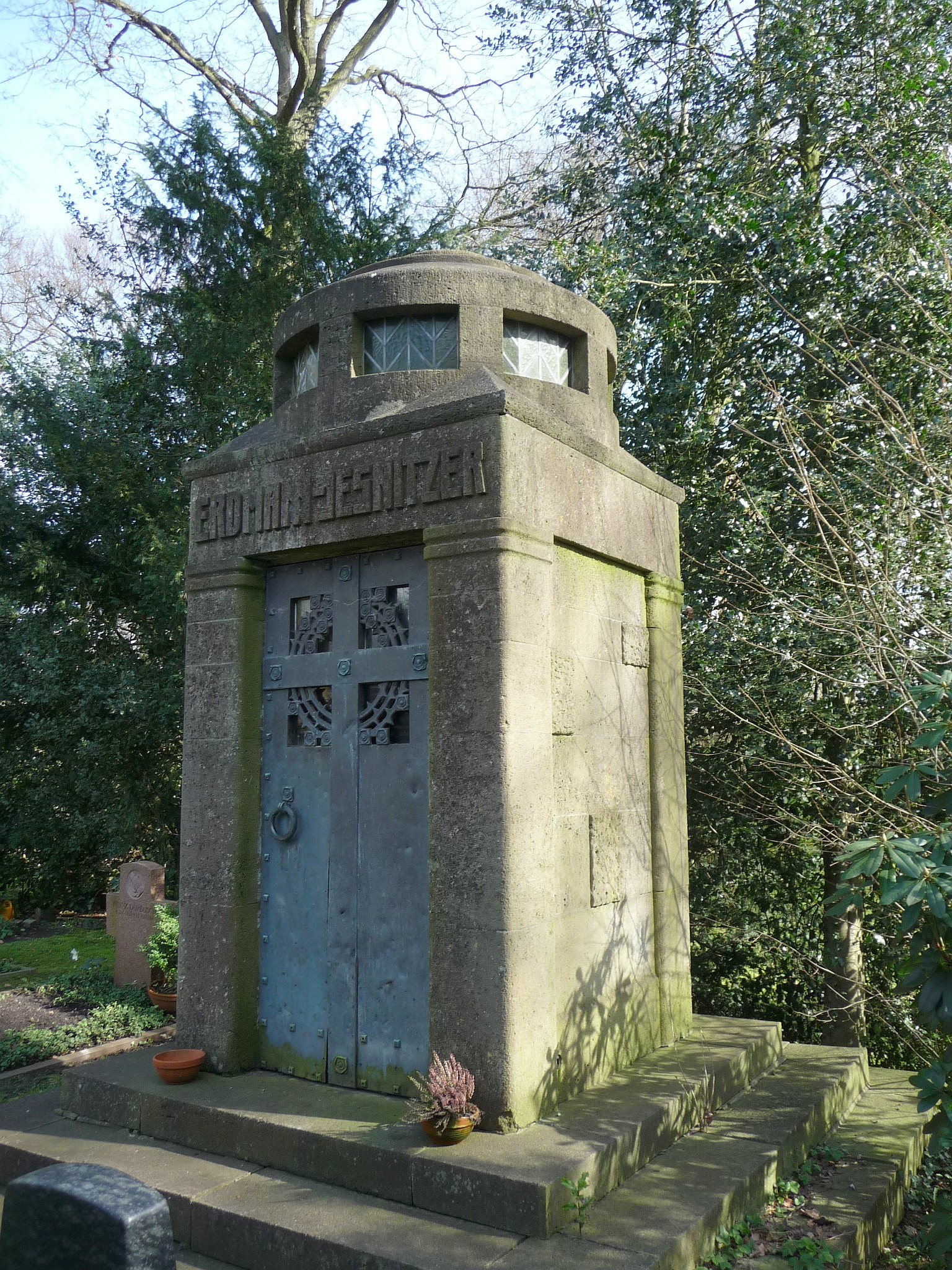
Mausoleum Erdmann-Jesnitzer
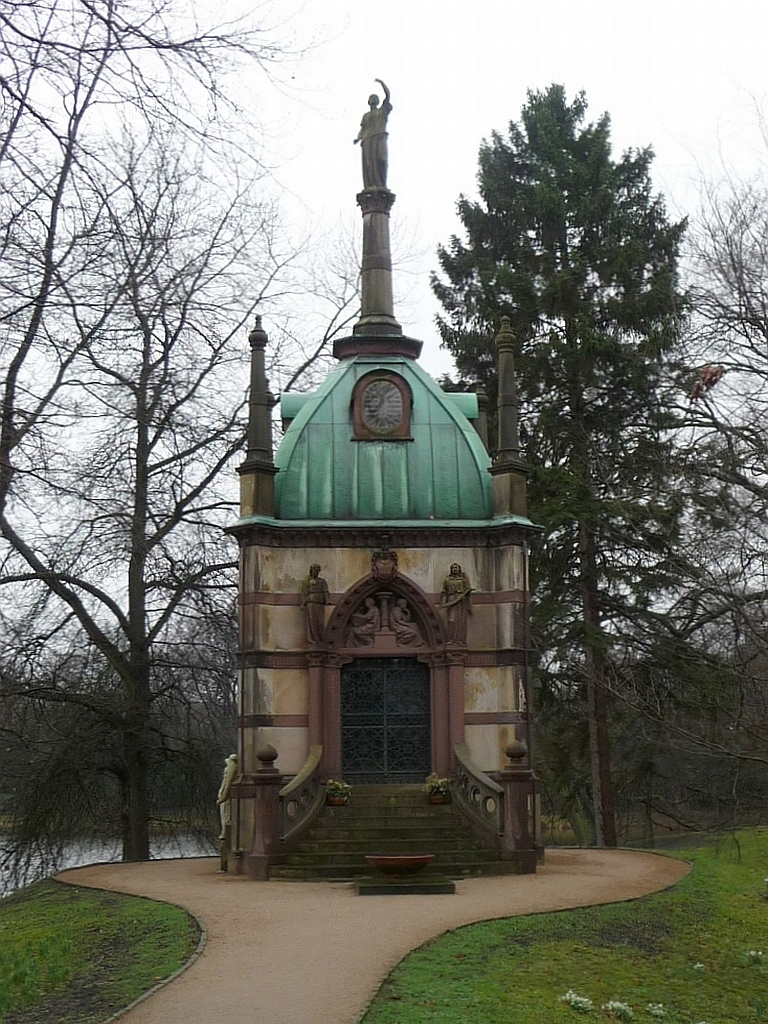
Mausoleum Rutenberg
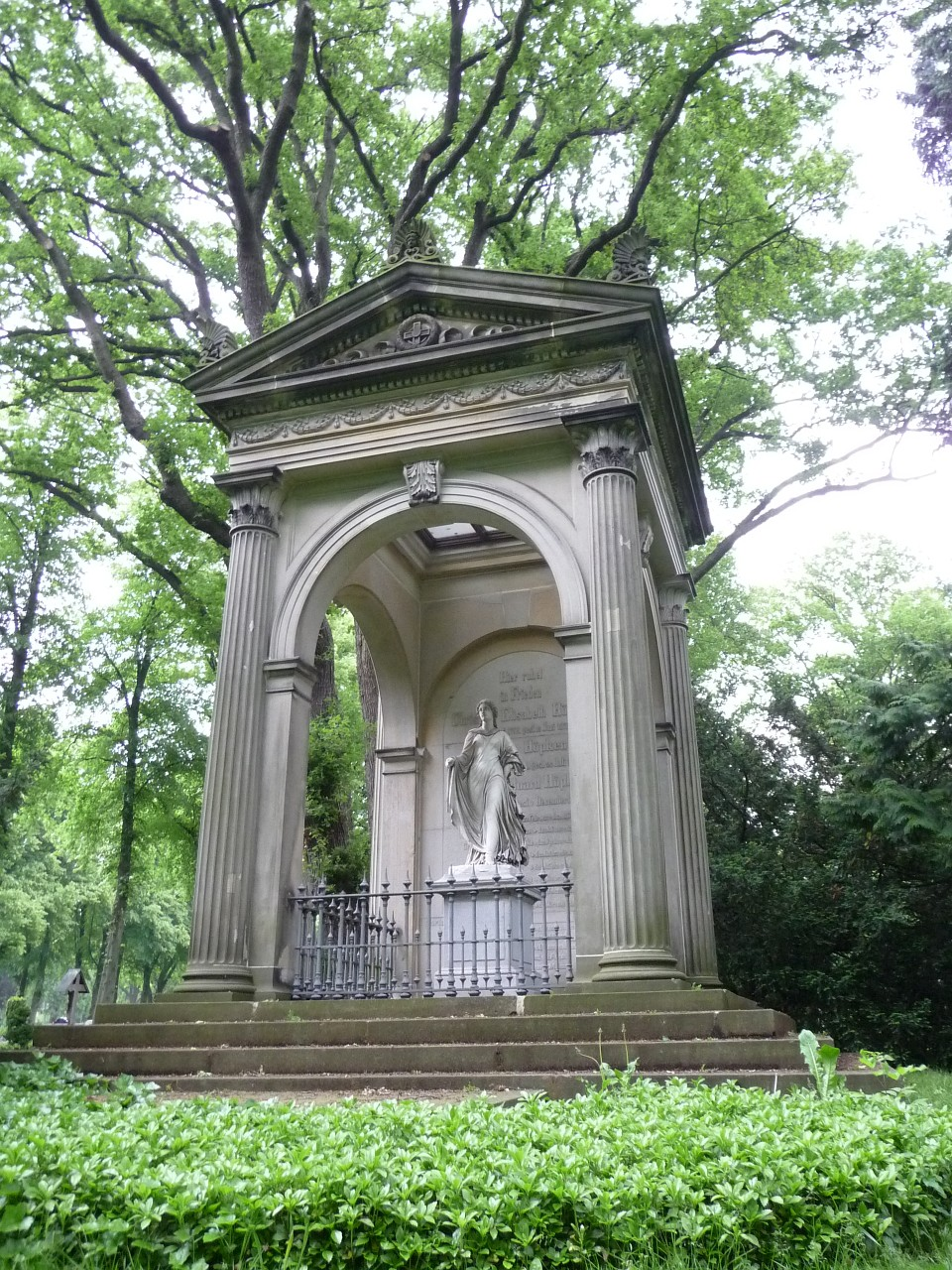
Mausoleum von Johann Höpken
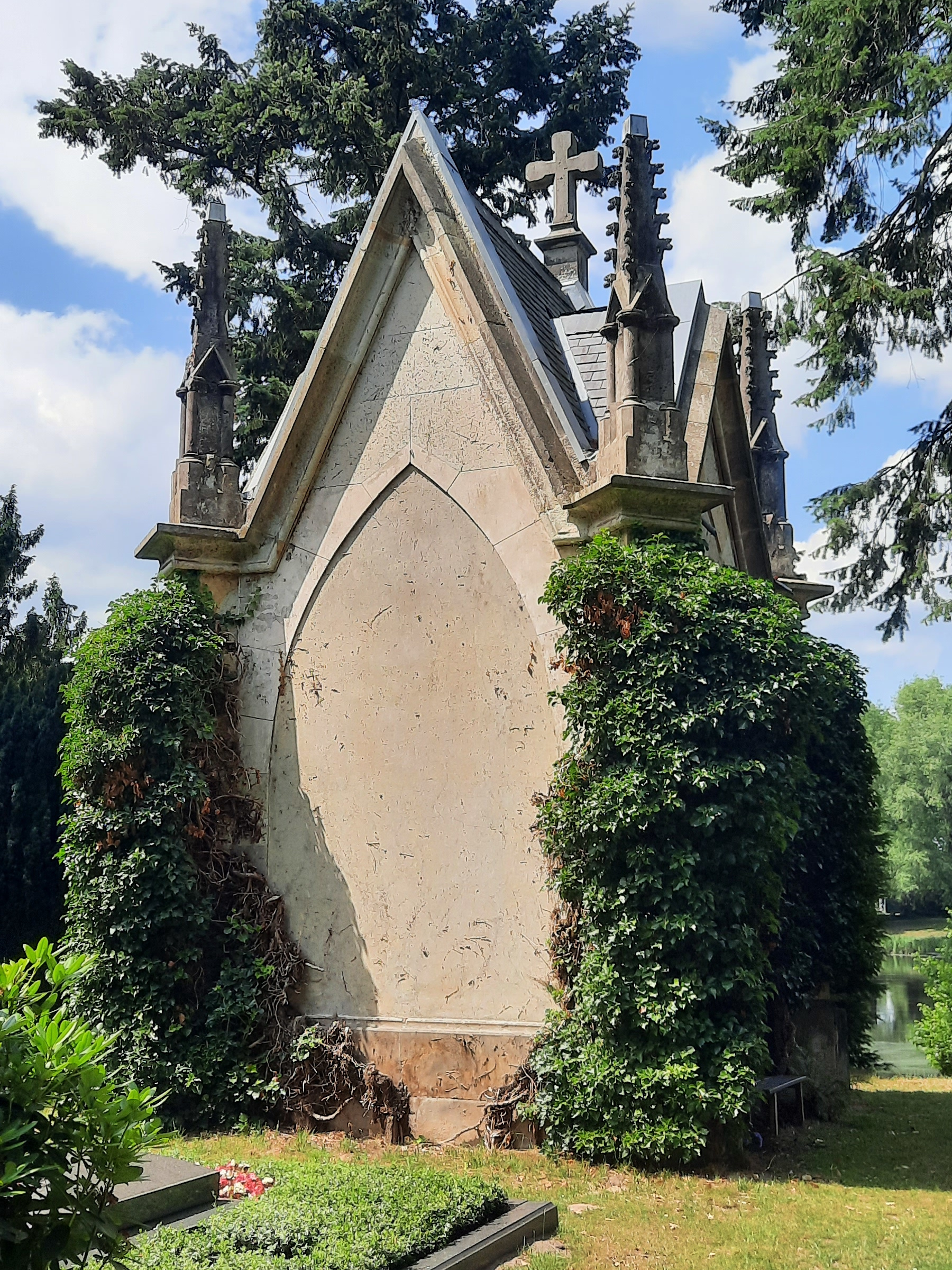
Ehemaliges Mausoleum Wilkens

- Familiengrab Gustav Woldemar Focke: Im Stile einer gotischen Kirche gebautes Grabmal, das mit einer Höhe und einer Breite von je rund 6 Metern eines der größten Grabmale des Friedhofs ist (S 43-45, →Lage).
- Familiengrab August Hammerschlag: Wiederum in Form einer gotischen Kirche gestaltetes Grab. Es ist rund 6 Meter hoch und 5 Meter breit (Grabnummer U136-138, →Lage).
- Familiengrab Wätjen-Berck: Schon von der Kapelle aus fällt das mit bronzenen Putten versehene rund 5 Meter hohe, aus Granit bestehende Zentral-Monument auf. Hinzu kommen weitere Objekte wie eine große Grabplatte und zwei steinerne Bänke. Alles ist von einem gusseisernen Zaun umgeben (Planquadrat W, →Lage).
- Familiengrab Johann Georg Lohmann: Ein reichlich verzierter rund drei Meter hoher Grabstein. Die eingearbeitete Platte aus weißem Marmor zeigt eine filigran gearbeitete Figur einer Frau und eines Segelschiffes (Planquadrat AA/Z, →Lage).
- Familiengrab G. W. Grommé: Mit rund 6 Metern auch eines der höchsten Monumente des Friedhofs. Auch die Breite von rund 7 Metern macht es zu einem großen Gesamtkunstwerk. Auf halber Höhe steht ein bronzener Engel (Planquadrat AA, →Lage).
- Familiengrab Alfred Lohmann: Neben dem Krematorium und dem Mausoleum Rutenberg ist es das dritte größere Objekt an der Nordseite des Sees, auffällig durch die sechs hohen Säulen und der Figur einer Frau (Grabnummer EE 361, →Lage).
- Familiengrab Heinrich August Gildemeister erschaffen von Fritz Behn: Überragt wird das Grabmal durch die übermenschlich große, halbnackte Figur einer Frau im Art-Déco-Stil (Planquadrat EE, →Lage).
- Familiengrab Claus Taaks: Grabanlage aus 1910 nach Entwurf von Bremer Architekt Hugo Wagner in 1910 im Stil der Reformarchitektur, Felder EE 113–117, EE 132–138, EE 154–155, EE 258

Familiengräber
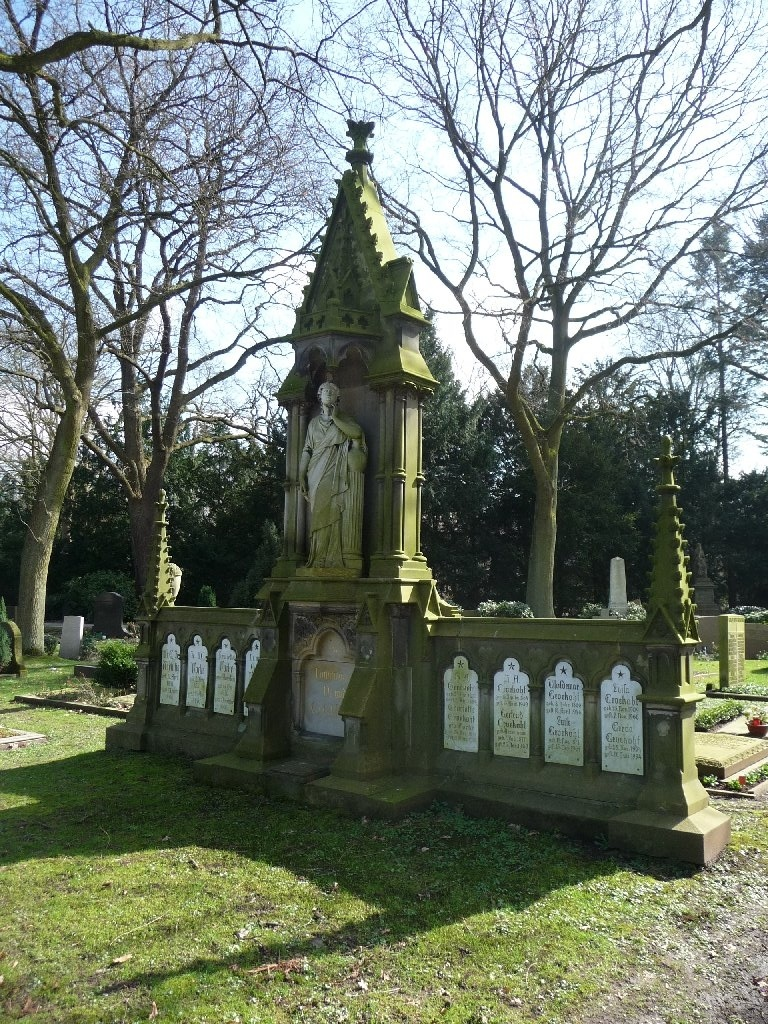
Familiengrab von G. W. Focke
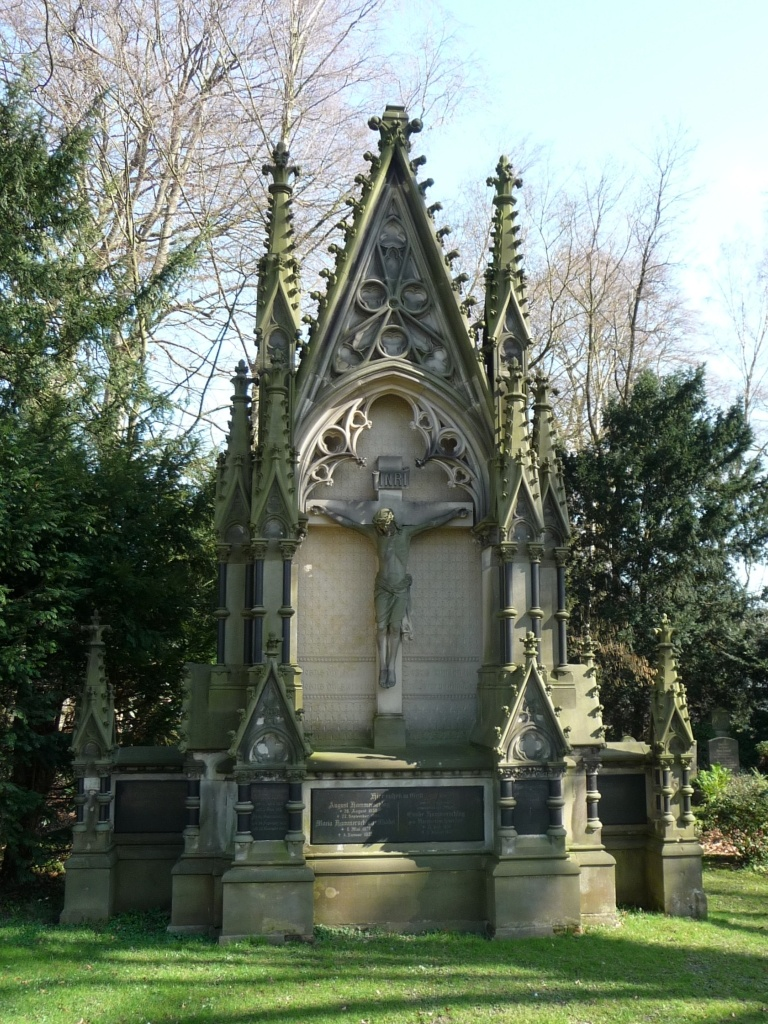
Familiengrab von August Hammerschlag
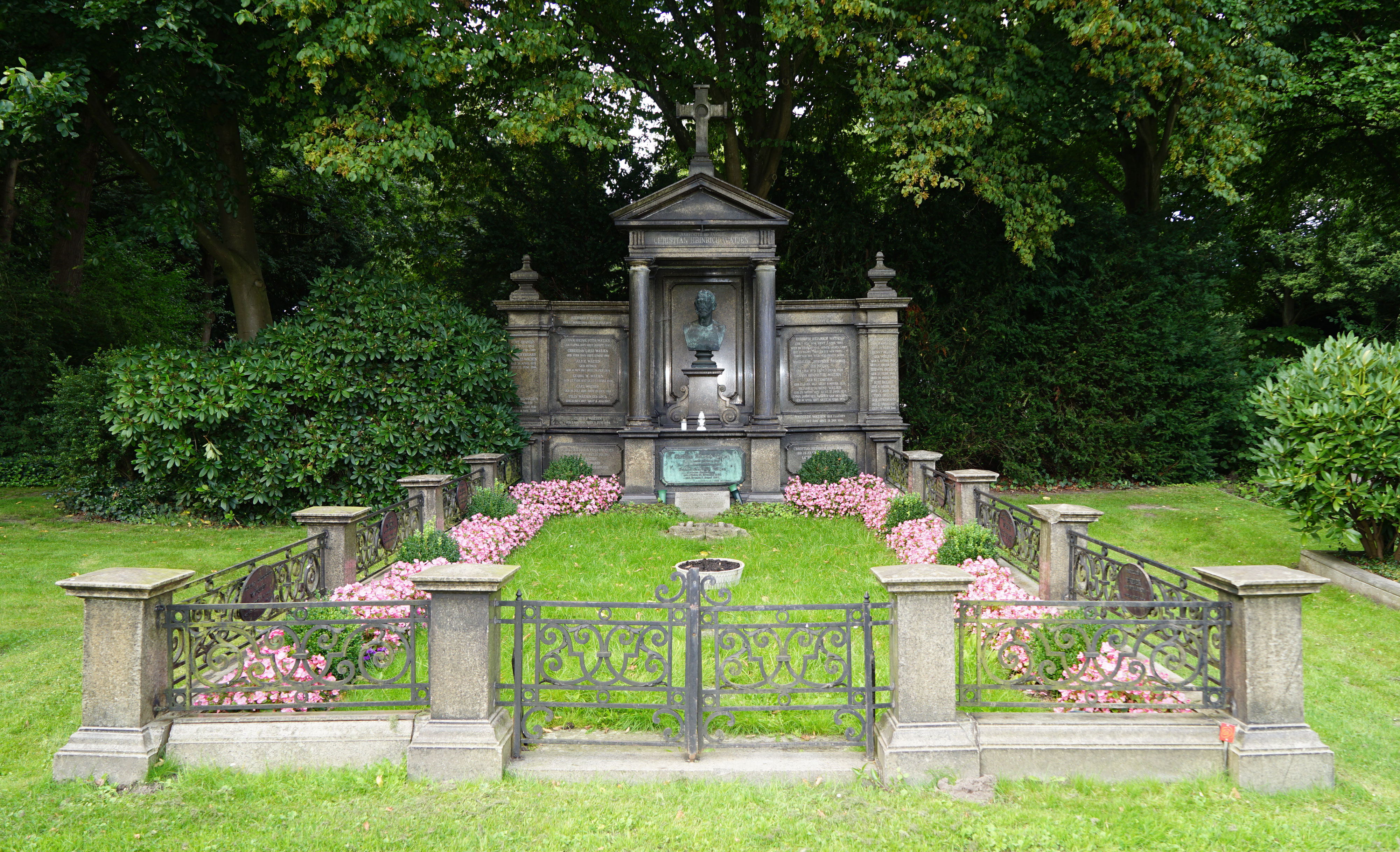
Familiengrab von C. H. Wätjen
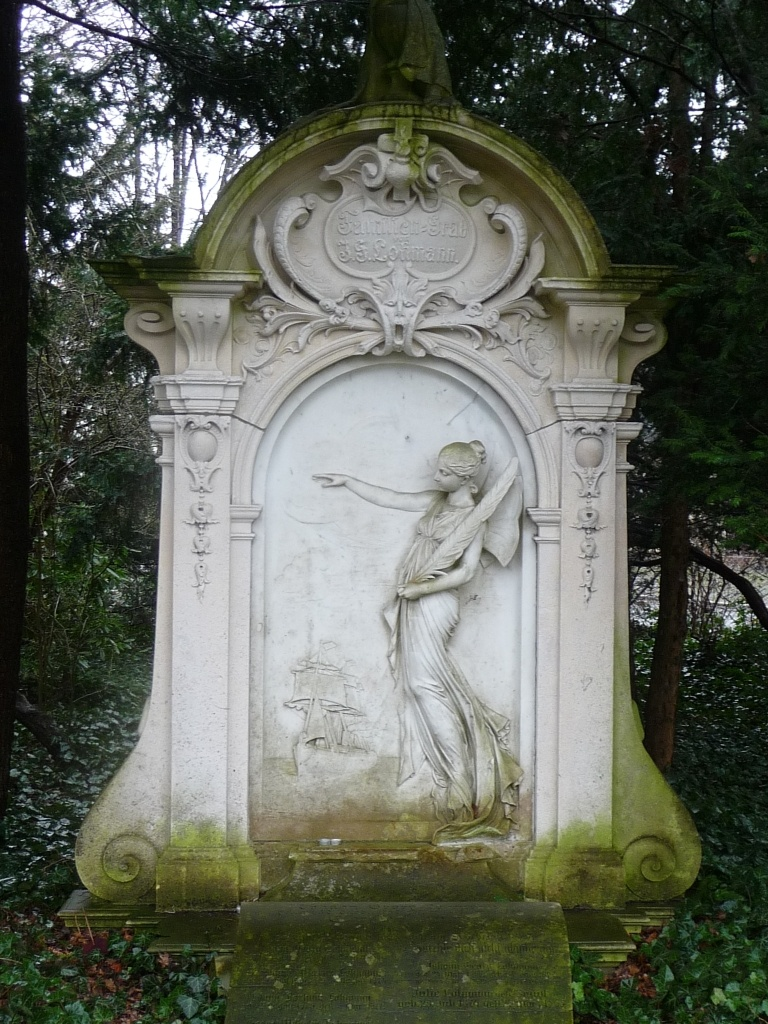
Familiengrab von Johann G. Lohmann
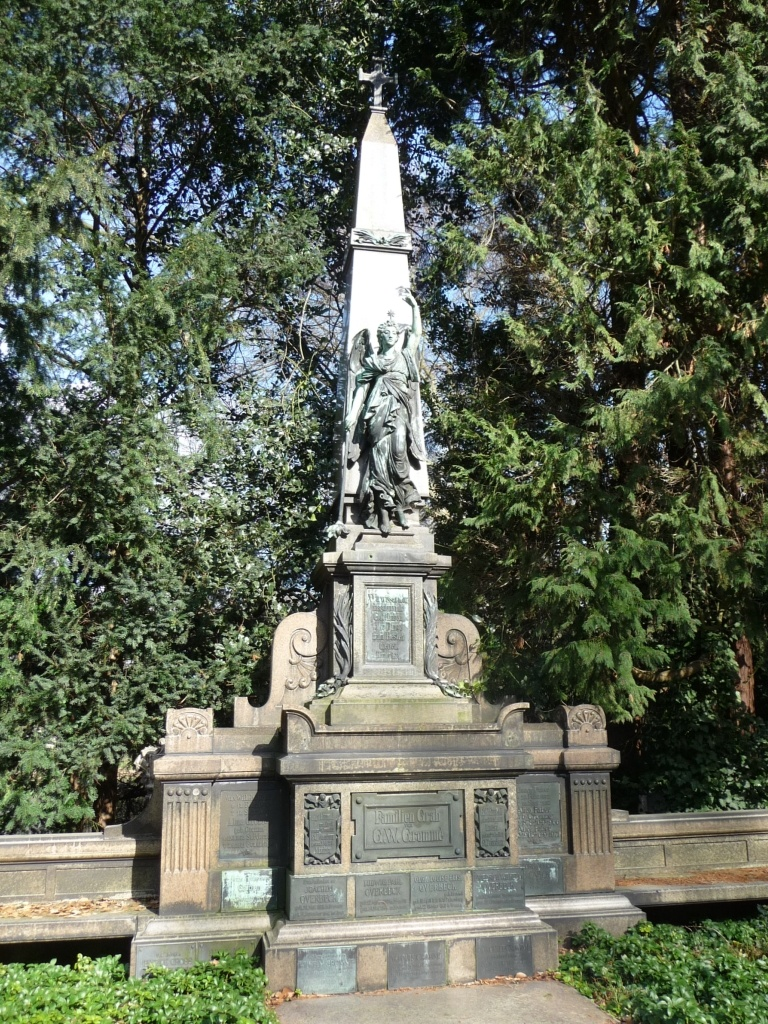
Familiengrab von G. W. Grommé
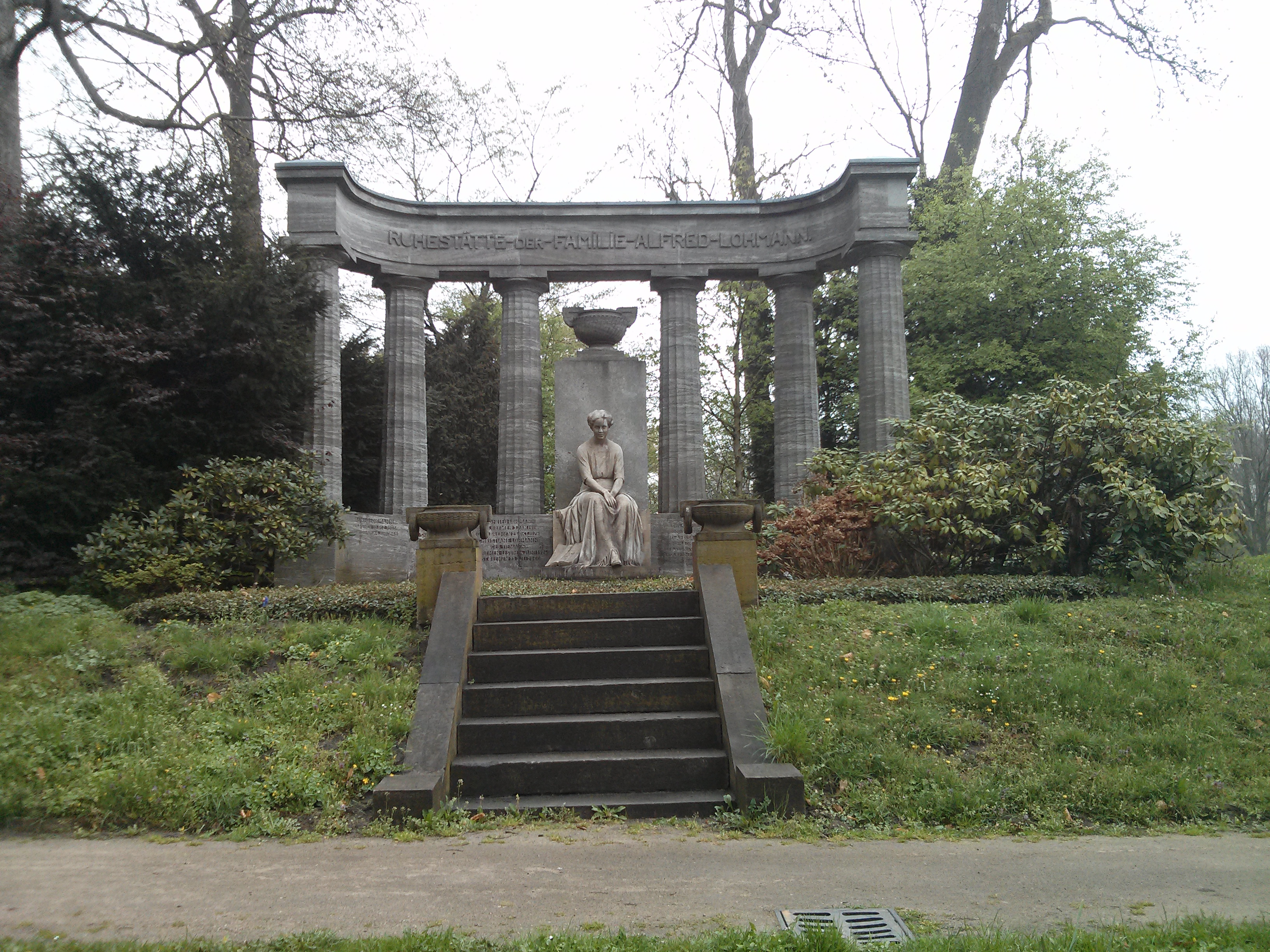
Familiengrab von A. Lohmann
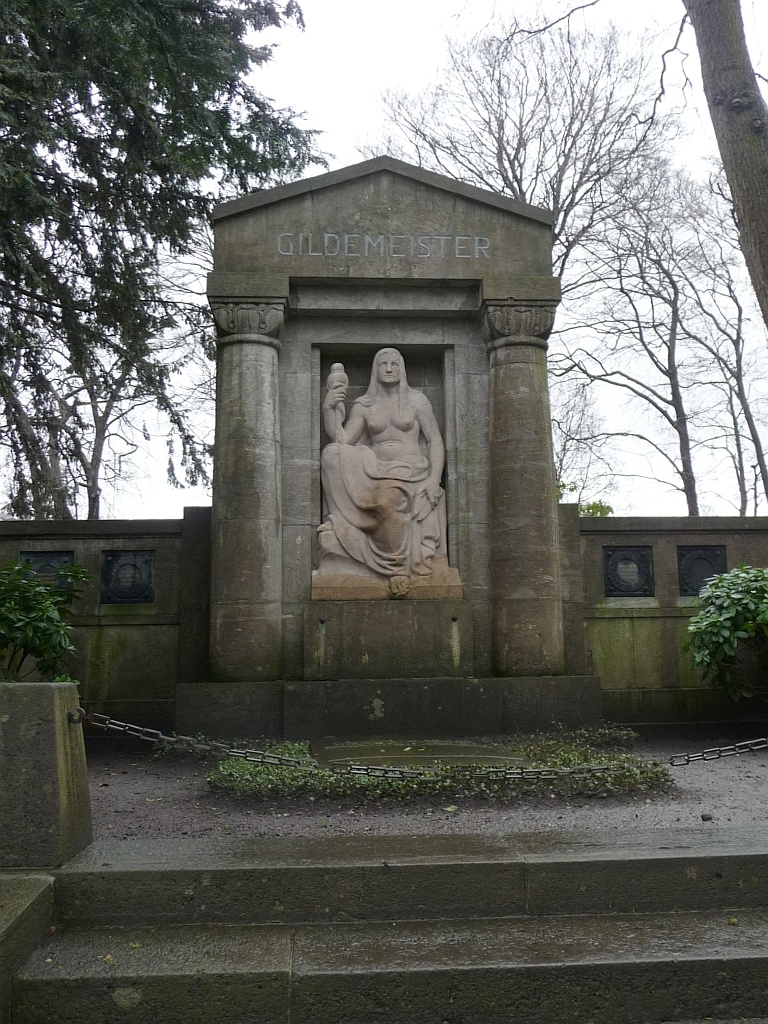
Familiengrab von H. A. Gildemeister

## Persönlichkeiten
Nachfolgend eine Auflistung bekannter und berühmter Personen, die auf dem Riensberger Friedhof beigesetzt wurden.

### National und international bekannte Personen
- Emil Brenning (1837–1915) – Philologe, Professor und Literaturhistoriker am Alten Gymnasium (Grablage T 0337A)
- Heinrich Bulthaupt (1859–1905) – Dichter, Schriftsteller und Stadtbibliothekar (Grablage AA 389)
- Karl Carstens – Jurist und Bundespräsident († 1992, Grablage U 612)
- Dorothee Colberg-Tjadens – Keramikerin, Hochschulprofessorin und Politikerin († 2004, Grablage Z 255)
- Georg Ferdinand Duckwitz – Deutscher Diplomat († 1973, Grablage V 101)
- Dietz Edzard – Maler († 1963, Grablage AA 036a)
- Kurt Edzard – Bildhauer († 1972, Grablage AA 036a)
- Eberhard Fechner – Schauspieler und Regisseur († 1992, Grablage D 0284)
- Arthur Fitger – Maler und Dichter († 1909, Grablage U 192–195)Grab von
Arthur Fitger

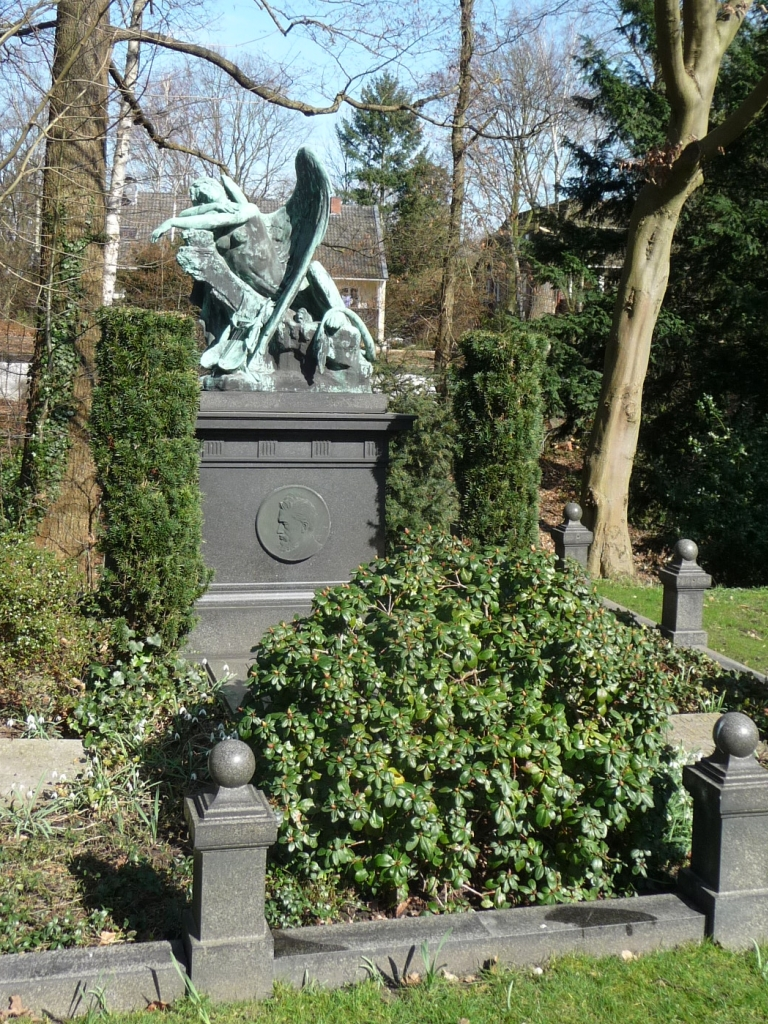
Grab von
Arthur Fitger

- Gustav Woldemar Focke – Arzt und Botaniker, Enkel von H. W. Olbers († 1877, siehe unter Sehenswürdige Grabstätten)
- Henrich Focke – Flugzeugkonstrukteur und Hubschrauberpionier († 1979, Grablage V 632/633)
- August Freudenthal – Lehrer, Dichter und Redakteur, als „Heidedichter“ bekannt († 1898, Grablage Y 975)
- Harry Frommermann (1906–1975) – Gründer der Comedian Harmonists;
auf dem Grabstein steht Harry Frohmann, sein Name während der Emigration in den USA († 1975, Grablage T 299)
- Friedrich Gansberg – Pädagoge und Schriftsteller, wichtiger Vertreter der Reformschulbewegung († 1950, Grablage X 393)
- Alfred Walter von Heymel – Schriftsteller, Mitbegründer der Zeitschrift „Die Insel“ († 1914, Grablage U 120a/b)
- Ottilie Hoffmann – Mitbegründerin des Frauen-Erwerbs- und Ausbildungsverein Bremen und Gründerin der Ottilie-Hoffmann-Häuser († 1925, Grablage S 60)
- Auguste Kirchhoff – Sozialpolitikerin († 1940, Grablage AA 289)
- Ignaz Kirchner – Schauspieler († 2018)
- Johann Georg Kohl – Reiseschriftsteller und Bibliothekar († 1878, Grablage U 69)
- Arno Theodor Kunath – Turnlehrer, Einführung von Alters-, Frauen- und Mädchenturnen, klassifizierte die Turnübungen für den dt. Turnerbund, (* 27. Februar 1864, † 27. Oktober 1936, Grablage W357a)
- Walther Melzer – General der Infanterie († 1961, Grablage D 0259) Kommandierender General des XXIII. Armeekorps im Zweiten Weltkrieg
- Ernst Müller-Scheeßel, echter Name: Ernst Müller – Künstler († 1936, Grablage U 70)
- Heinrich Wilhelm Olbers – Arzt und Astronom († 1849, Grablage C 7)
- Magdalene Pauli, geb. Melchers – Künstlername: Marga Berck, Autorin von Sommer in Lesmona († 1970, Grablage T 0631A)
- Fritz Rehbein – Kinderchirurg († 1991, Grab aufgelassen)
- Rudolf Alexander Schröder – Architekt, Übersetzer und Schriftsteller († 1962, Grablage U 590)
- Walther von Seydlitz-Kurzbach – General, nach der Schlacht von Stalingrad in Gefangenschaft, von Hitler und Stalin zum Tode verurteilt (später begnadigt) († 1976, Grablage R 175)
- Wilhelm Souchon – Admiral († 1946, Grablage FF 0005A)
- Herbert Steinmetz – Schauspieler († 1986, Grablage CC 1786A)
- Arnold Sywottek – Historiker
- Emil Trinkler – deutscher Geograph († 1931, Grablage V 0504)

### Unternehmer
- Friedrich Achelis – Präsident des Norddeutschen Lloyd († 1917, Grablage W)
- Johannes C. Achelis – Kaufmann und Senator († 1913, Grablage W)
- Oltmann Johann Dietrich Ahlers – Direktor der Deutschen Dampfschiffahrtsgesellschaft „Hansa“ († 1910, Grabnummer EE 139, →Lage)
- Eduard Crüsemann, Conrad Carl – Großkaufmann und Mitbegründer des Norddeutschen Lloyd († 1869, Grablage O 25/26/104a/105a)
- Carsten Dressler – Brauereibesitzer († 1929, Grablage S 147)
- Cornelius Edzard – Flugpionier, Atlantikflieger, Fluglehrer und Flughafendirektor († 1962, Grablage AA)
- Emil Finke – Hersteller von Mineral- und Schmierölen († 1911, Grablage O 203–205)
- Carl Francke – Industrieller († 1931, Grablage AA 391–393)
- Walter Gillessen – Unternehmer (Rohtabakhandel),  dt. geschäftsführender Gesellschafter der Bremer Tabakbörse († 1974, Grablage GG 0241)
- Josef Johannes Arnold Hachez – Schokoladenfabrikant († 1901, Grablage W 265–268)Grab von
Josef J. A. Hachez

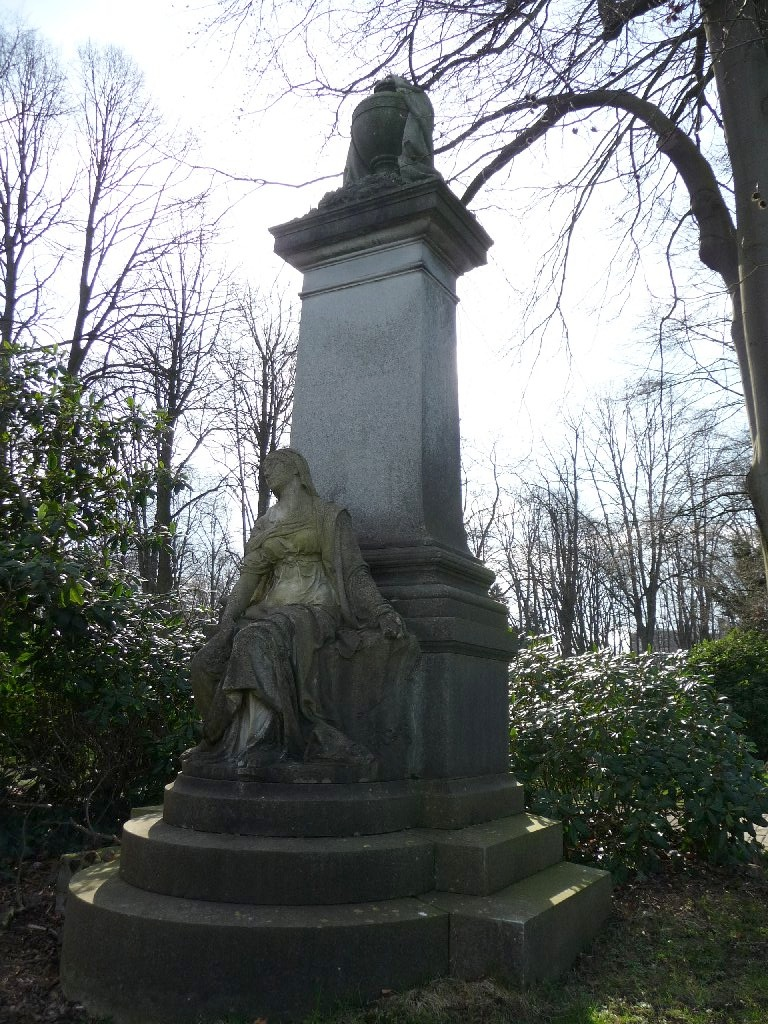
Grab von
Josef J. A. Hachez

- Johann Hackfeld – Kaufmann von Zucker und Dünger in Hawaii († 1932, Grablage Z 329)
- Johann Höpken – Kaufmann, Inhaber der Firma J. & G. Höpken († 1877, siehe unter Sehenswürdige Grabstätten)
- Louis Eduard Ichon – Betreiber mehrerer Dampfschifffahrtslinien († 1890, Grablage V 497/498)
- Johann Jacobs – Kaufmann (Jacobs-Kaffee) († 1958, Grablage W 275)
- Paul Ludwig von Kapff – Kaufmann, Inhaber eines Weinimporthauses († 1911, Grablage U 109–114)
- Gottfried Koch – Fabrikant († 1942, Grablage W 448/449)
- Alfred Lohmann – Kaufmann, gründete in Australien das Im- und Exporthaus Lohmann & Co. († 1919, Grablage EE 358–361)
- Johann Georg Lohmann – Kaufmann und Direktor des Norddeutschen Lloyd († 1892, siehe unter Sehenswürdige Grabstätten)
- Hermann Henrich Meier – Geschäftsmann, Politiker und Mitbegründer des Norddeutschen Lloyd († 1898, Grablage O 25/26/104a/105a)
- Johann Friedrich Missler (oder auch Mißler) – Kaufmann († 1922, Grablage T 268)
- Eduard Schopf – Kaufmann und Gründer der Firma Eduscho († 1935, Grablage Z 56a–58a)
- Carl Schütte – Kaufmann, mit seinem Bruder bedeutendster deutscher Petroleumimporteur († 1917, Grablage G 179)
- Franz Ernst Schütte – Kaufmann, mit seinem Bruder bedeutendster deutscher Petroleumimporteur († 1911, Grabnummer V 117/237, →Lage)
- Friedrich Adolf Vinnen – Bremer Reeder und Politiker († 1926, Grablage Z 129)
- Christian Heinrich Wätjen – Kaufmann († 1887, Grabnummer W 228, →Lage)
- Hermann Otto Wendt – Kaufmann († 1920, Grablage Z 49)
- Hermann Dietrich Upmann – Bankier und Kaufmann, Gründer der Marke H. Upmann, Gründer der Zigarrenfirma Gebrüder Upmann & Co. Bremen,(† 1894)

### Bremer Persönlichkeiten
- Hermann Apelt – Rechtsanwalt und Senator († 1960, Grablage FF 276)
- Emanuel Backhaus – Präsident des Senats von 1931–32 († 1958, Grablage AA 127)
- Carl Barkhausen – Bürgermeister und Präsident des Senats († 1917, Grablage T 618)
- Friedrich Biermann – Kaufmann und Senator († 1923, Grablage EE 341)
- Charly (Heinz) Born – Konzertveranstalter, Produzent, Gitarrist († 2002, Grablage AA 182a)
- Cecilie Brickenstein (1886–1979), Diakonissin, Bremer Bürgerschaftsabgeordnete (DNVP)
- Clemens Buff – Rechtsanwalt, Notar und Bürgermeister († 1949, Grablage W 99)
- Martin Donandt – Richter und Bürgermeister († 1937, Grablage R 92)
- Ferdinand Donandt – Rechtsanwalt, Senator und Präsident der Bürgerschaft († 1872, Grablage R 91)
- Arnold Duckwitz – Kaufmann, Senator, Minister († 1881, Grabnummer V 97/98/218/219, →Lage)
- Sophus Edlefsen (Pseudonym: Sophus Elden) – Zollinspektor, Dichter, Schriftsteller († 1943, Grablage: ~ FF 35)
- Carl Eeg – Architekt († 1956, Grablage AA 196)
- Johann Ludwig Egestorff – Kaufmann. Erwarb am Eröffnungstag die erste Grabstelle auf dem Riensberger Friedhof († 1880, Grablage N 88/89/94/95) Grab von Johann Ludwig Egestorff

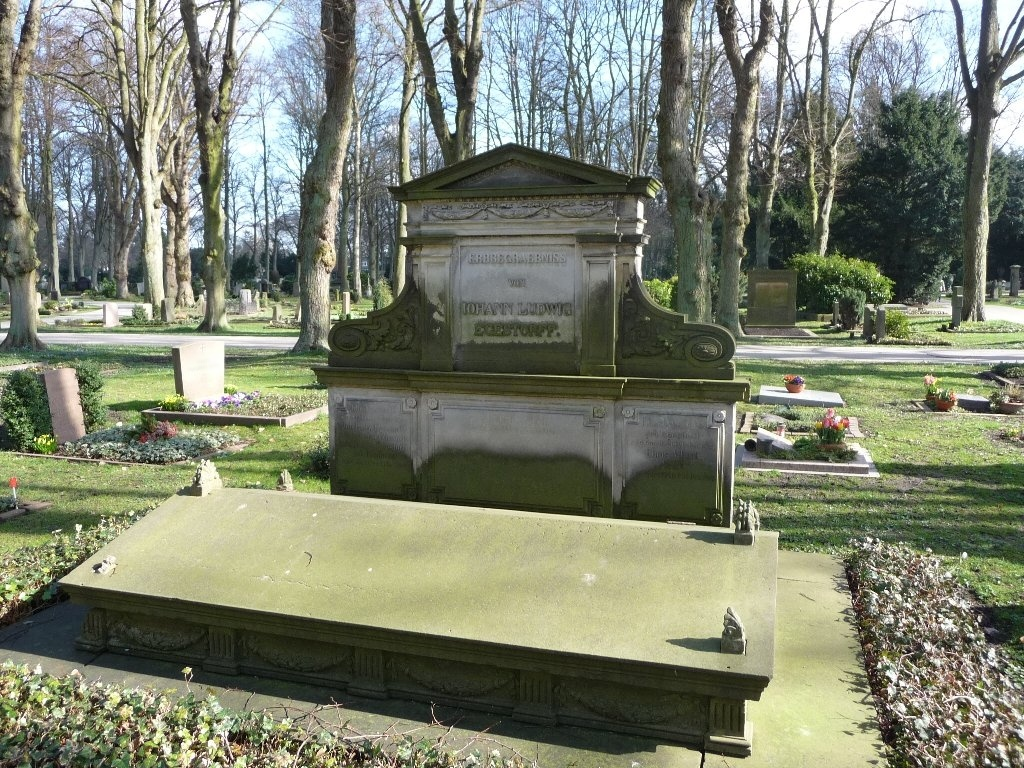
Grab von Johann Ludwig Egestorff

- Diedrich Ehmck – Historiker und Senator († 1908, Grablage Q 174/175)
- Ernst Ehrhardt – Architekt und Dombaumeister († 1944, Grablage V 622a)
- Hans Eilers – Architekt, Stadtplaner und Leitender Baudirektor des Stadtplanungsamtes
- Christian Friedrich Feldmann – Lehrer und Senator († 1883, Grablage N 9)
- Ludwig Franzius – Wasserbauingenieur († 1903, Grablage AA 49)
- Hermann Frese – Tabakkaufmann, Reichstagsabgeordneter und Senator († 1909, Grablage AA 375/379)
- Carl Theodor Gevekoht – Kaufmann, Gesandter des bremischen Senats († 1850, Grablage S 43–45)
- Georg Eduard Gildemeister – Architekt († 1946, Grablage R 89/90)
- Martin Wilhelm Eduard Gildemeister – Chemiker († 1938, Grablage R 161/164)
- Johann Mathias Gildemeister – Kaufmann, Ratsherr und Senator († 1837, Grablage R 161)
- Otto Gildemeister – Senator, Bürgermeister, Übersetzer und Journalist († 1902, Grablage W 13/14)
- Ernst Grohne – Museumsdirektor des Gewerbemuseums und des Focke-Museums († 1957, Grablage U 151)
- Eduard Grunow – Jurist, Präsident der Behörde für Verkehr († 1954, Grablage Q 134)
- August-Friedrich Hagedorn – Vorsitzender der SPD-Bürgerschaftsfraktion (1946), Präsident der Bremischen Bürgerschaft (1946–1966) († 1969, Grablage EE 368/369)
- Adolf Hausschild – Druckereibesitzer, druckte mehrere bremische Zeitungen († 1950, Grablage AA 396)
- Friedrich Wilhelm Heineken – Senator († 1848, Grablage T 637–638)
- Rudolf Hess – Kinderarzt und Klinikdirektor (1886–1962) († 1962, Grablage FF 246)
- Hermann Hildebrand – Rechtsanwalt, Notar und Bürgermeister († 1939, Grablage X 432)
- Eduard Ichon – Regisseur, Theaterdirektor und einer der Gründer des Bremer Schauspielhauses († 1943, Grablage V 497/498)
- Johannes (Hans) Ihler (1899–1976),  Handelslehrer und Mitglied der Bremischen Bürgerschaft (SPD)
- Beta Isenberg – Vereinsvorsitzende, sorgte für den finanziellen Grundstock eines Kinderheimes („Isenberg-Heim“) († 1933, Grablage AA 68–68c)
- Wilhelm Kaisen – Senator und Bürgermeister († 1979, Grablage F 164)Grab von Wilhelm und Helene Kaisen auf dem Riensberger Friedhof (2014)

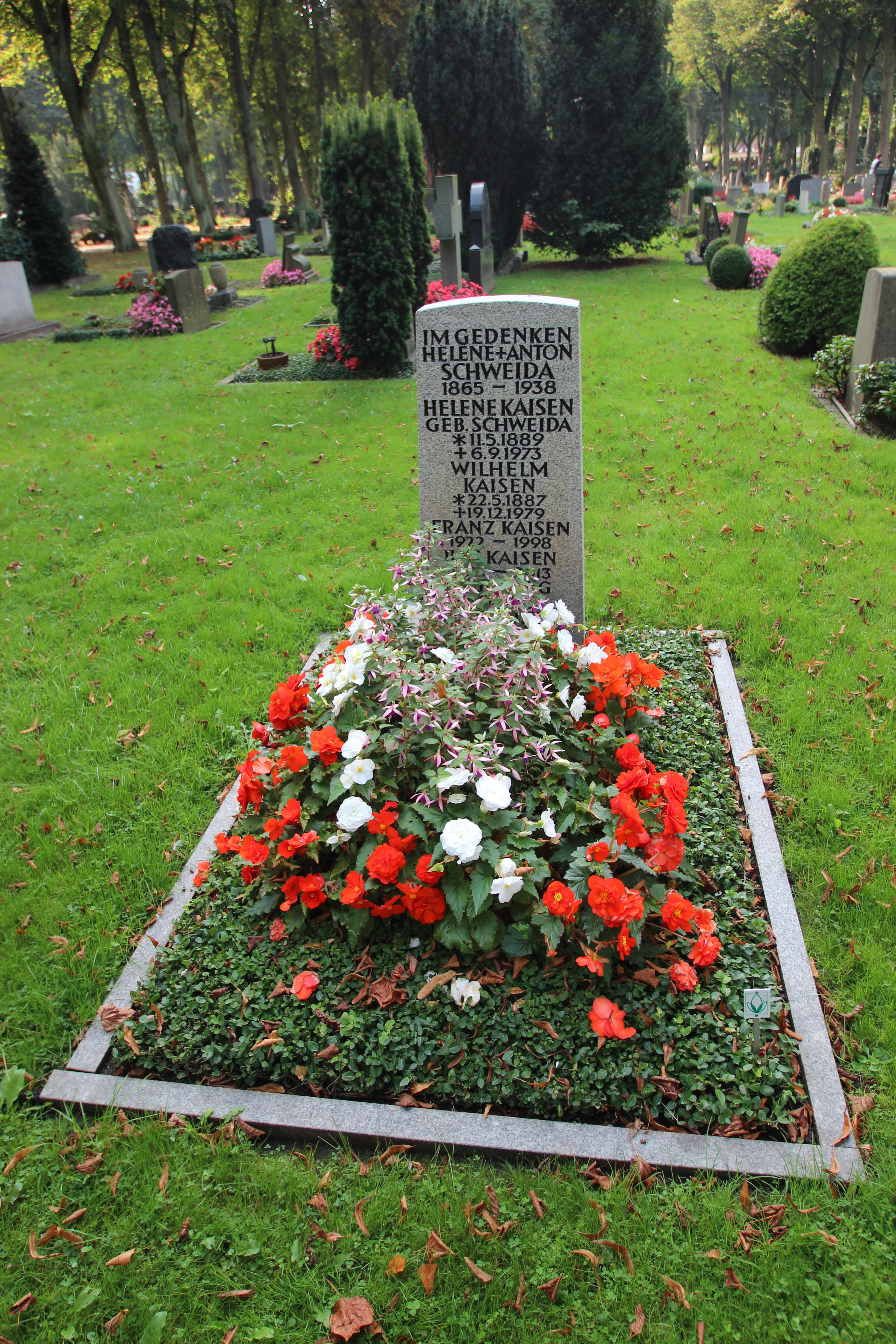
Grab von Wilhelm und Helene Kaisen auf dem Riensberger Friedhof (2014)

- Hans Koschnick – Senator, Bürgermeister, Präsident des Senats († 2016)
- Diedrich Samuel Kropp – Bildhauer († 1913)
- Hanna Kunath – Verh. Hanna-Hübner-Kunath, Tochter von Arno Theodor Kunath, Erste Frau in Bremen mit Motorflugschein, Verdienste um Ausbildung von Frauen als Luftfahrtpilotinnen, (* 11. Juni 1909, † 12. Januar 1994, Grablage W357a)
- Alfred Lohmann – Großkaufmann und einer der Gründer der Deutsche Ozean-Reederei (DOR) (siehe unter Sehenswürdige Grabstätten)
- August Lürman – Senator und Bürgermeister († 1902, Grablage AA 43a)
- Annemarie Mevissen, geborene Schmidt (* 24. Oktober 1914, † 13. Juli 2006), Bremer Senatorin und von 1967 bis 1975 Bürgermeisterin und stellvertretende Regierungschefin der Freien Hansestadt Bremen
- Carl Friedrich Gottfried Mohr – Rechtsanwalt, Senator und Bürgermeister († 1888, Grablage R 253)
- Heinrich Müller – Architekt († 1890, Grablage W 53/54)
- Friedrich Neumark – Architekt († 1957, Grablage BB 0206A)
- Jules Eberhard Noltenius – 2. Bürgermeister neben Wilhelm Kaisen († 1976, Grablage AA; Grab wurde 2010 weiterverpachtet)
- Gustav Pauli – Kunsthistoriker und Museumsdirektor († 1938, Grablage T 631)
- Johann Georg Poppe – Architekt († 1915, Grablage Planquadrat V 518.1, Ecke zu Planquadrat F und G)
- Dietrich Christian Rutenberg – Naturforscher, einziger Sohn von Lüder Rutenberg († 1878 auf Madagaskar)
Er ist wahrscheinlich nicht körperlich dort bestattet, aber das Mausoleum wurde ihm zu Ehren von seinem Vater errichtet.
- Lüder Rutenberg – Architekt der Kunsthalle Bremen († 1890, siehe unter Sehenswürdige Grabstätten)
- Hugo Schauinsland – Museumsdirektor der Städtischen Sammlungen für Naturwissenschaften und Ethnologie, heute Übersee-Museum, (* 1857, † 1937, Grablage X 894)
- Isak Hermann Albrecht Schumacher – Bremer Senator und Bürgermeister (* 1780, † 1853, Grablage R-249–252)
- Eduard Scotland – Architekt und Grafiker († 1945, Grablage Z 234)(Die Grabstelle ist nicht mehr vorhanden)[7]
- Johann Smidt – Diplomat und Bürgermeister († 1857, Grablage U 171a–d)
- Heinz Stoffregen – Architekt († 1929, Grablage V 649)
- Käte van Tricht – Musikerin, Domorganistin in Bremen von 1933–1973 († 1996, Grablage V 1173)
- Heinrich Wiegand – Reeder, Generaldirektor des Norddeutschen Lloyds († 1909)